# Distretto di Jiao
Il distretto di Jiao (郊区S, Jiāo QūP) è un distretto della Cina, situato nella provincia di Heilongjiang e amministrato dalla prefettura di Jiamusi.